# Carlos Santucho
Carlos Santucho (Nueva Helvecia, Uruguay, 12 de marzo de 1985) es un exfutbolista uruguayo. Se desempeñaba como defensa. En 2024 su último club, Juventud, anunció su retiro de la actividad profesional después de 20 años de carrera.

## Clubes[1]
| Club                      | País    | Año       |
| ------------------------- | ------- | --------- |
| Liverpool F.C.            | Uruguay | 2005-2006 |
| Durazno F.C.              | Uruguay | 2007      |
| Liverpool F.C.            | Uruguay | 2007-2010 |
| Durazno F.C.              | Uruguay | 2010      |
| Universidad de Concepción | Chile   | 2011-2012 |
| El Tanque Sisley          | Uruguay | 2013-2014 |
| C.D. Olmedo               | Ecuador | 2014-2015 |
| Rampla Juniors F.C.       | Uruguay | 2015      |
| Foligno Calcio 1928       | Italia  | 2015-2016 |
| El Tanque Sisley          | Uruguay | 2016-2017 |
| Atlético Torque           | Uruguay | 2017-2020 |
| Villa Española            | Uruguay | 2021      |
| Juventud                  | Uruguay | 2022-2024 |

## Palmarés
| Título                                  | Club                 | País    | Año  |
| --------------------------------------- | -------------------- | ------- | ---- |
| Segunda División Profesional de Uruguay | Club Atlético Torque | Uruguay | 2017 |